# Marktkirche Obernzell

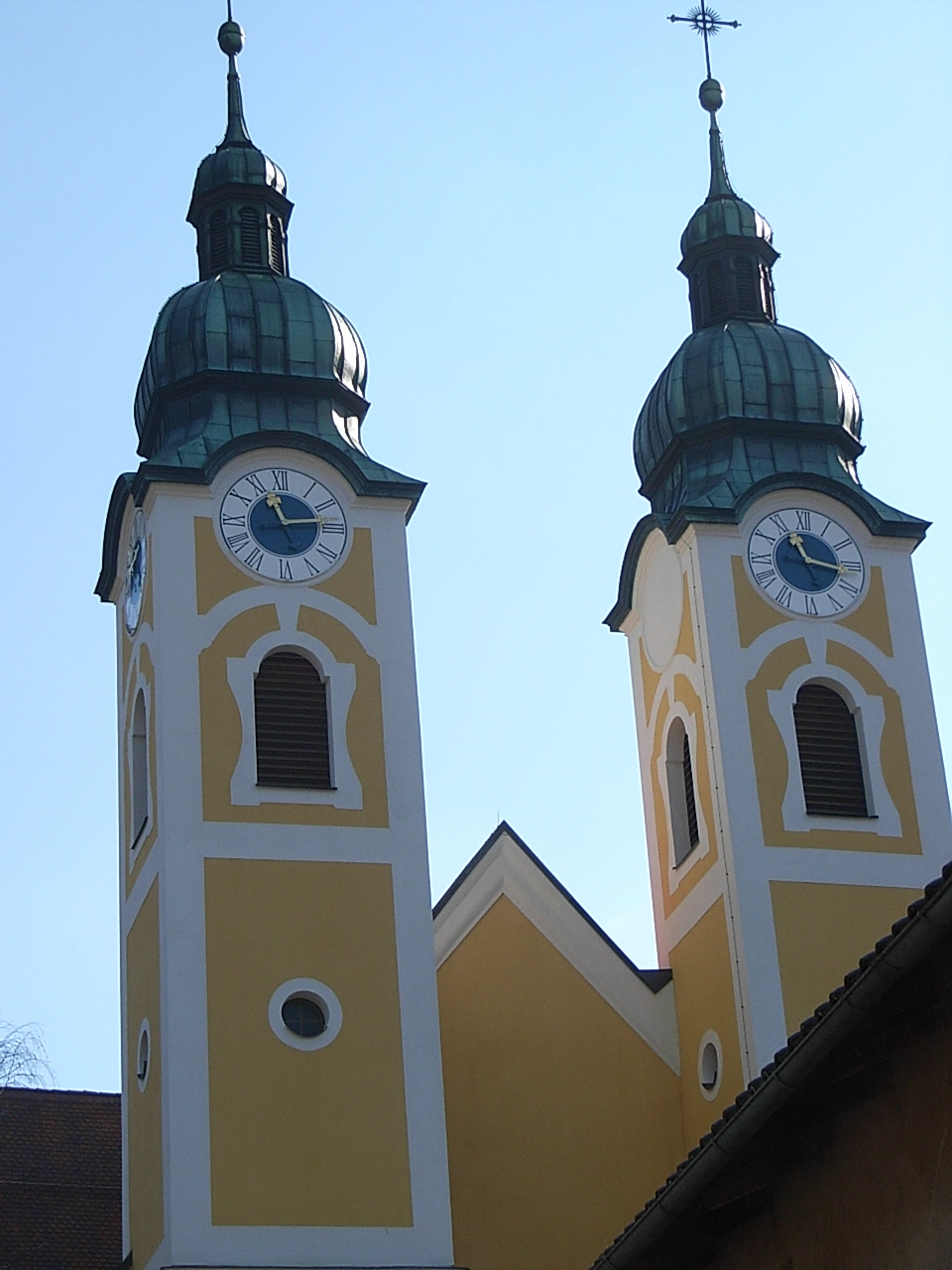
Die beiden Kirchtürme

St. Maria Himmelfahrt, auch Marktkirche genannt, ist die katholische Pfarrkirche von Obernzell.
Das mächtige Bauwerk mit kreuzförmigem Grundriss wurde 1740 bis 1745 vom Passauer Baumeister Severin Goldberger errichtet. Konstruktionsfehler erforderten schon im 18. Jahrhundert Änderungen, und der Nordturm konnte erst 1896 vollendet werden.
Die Länge der Querarme des Zentralbaus entspricht auch der Raumhöhe. Nur die Westempore trägt noch Stuck aus der Erbauungszeit, der restliche wurde ebenso wie die Fresken erst 1888 bis 1890 angebracht. Die Stuckmarmoraltäre aus den Jahren 1743 und 1744 stammen von Augustin Franz Kämpfl. Das Bild auf dem Hochaltar malte Paul Troger. Es zeigt Marias Aufnahme in den Himmel. Die Kanzel aus dem Jahr 1746 baute ein Meister Gigl.